# Log Čezsoški
Log Čezsoški este o localitate din comuna Bovec, Slovenia, cu o populație de 56 de locuitori.